# Кокалу
Кокалу (грч. Κοκκαλού) је насељено место у општини Бешичко Језеро у периферији Средишња Македонија, Грчка. Према попису из 2021. године било је 85 становника.
Према бугарском географу и историчару, Василу Канчову, у Кокали је 1900. године живело 170 Турака. После Првог светског рата насељене су грчке избегличке породице, те је 1922. године било 323 житеља. Године 1924. турско становништво је принудно исељено у Турску а на њихово место су насељене друге избегличке породице. На попису из 1928. године Кокалу је имао 254 становника.